# 趙德吉
赵德吉亦作赵得吉（1896年－1954年5月23日），山东省莒南县人，中华人民共和国时期称帝者，1954年在山东莒南县称帝。

## 早期生平
赵德吉是莒南县十字路镇西芦家林村人，1925年加入九宫道，任盘主。1941年後先後被中共逮捕5次，1951年判处有期徒刑5年，1954年1月，因病保外就医，释放回家。赵德吉被判刑释放后，重操旧业，继续活动，勾结九宫道骨干分子聂世先（亦作聂世光，男，时年50岁，莒南县十字路镇大曲流河村人，1936年入道）、李太林（男，时年54岁，莒南县十字路镇东芦家林村人，1933年入道，1949年被捕，经教育释放）等人在家9次密谋，策划舉事。

## 活動
赵德吉自称“活佛”，玩弄神鬼附体手法，声称他本人业经“魔考3次（被人民政府捕押3次），已成活佛，明了道，要做皇帝”。又说：“老佛爷传下神法，我一摇，枪炮不响，飞机不动；念个咒，刀枪不入，一人能扫百万兵。”赵德吉还在道内聚会上说：“四月初二（公历5月4日）明道，到时先杀区、乡干部，后攻县政府，岭岭由上挂旗，抢仓库，吃白面，招兵买马，人就会越来越多，然后到北京做皇帝，管天下。”农历四月初一（公历5月3日），赵德吉再次秘密集会，以皇帝的名义，封了“文武大臣”，其中聂世先任丞相，李太林为本公。又封赵德英（亦作赵秀英，赵德吉之姑）及其侄媳刘陈氏为“娘娘”。这些受封者当即跪在地上，口呼“谢主龙恩”。散会后赵德吉即同赵德英和刘陈氏一同回家，鬼混过夜。
农历四月初二（公历5月4日），赵德吉叫其子赵同善通知道徒开会“明道”，并扬言：“过去是关着门开会，今天是公开开会，带着家伙，不然开会就打！”一共纠集东芦家林、西芦家林、大曲流河、西塔巷、官岭前、坡木、小岭4个区、7个村道众42人，各带菜刀、屠刀、铡刀、叉、棍棒、土枪等凶器和酒、鸡、鱼等祭礼，于农历四月初二晚到赵德吉家中聚齐。第二日凌晨人员到齐后，赵德吉疯狂叫嚣：“过去不敢公开，现在不怕了，要明道起手了。”声称：“杀乡、村干部抢粮库，攻占县城十字路，打到北京做皇帝”。正当这伙暴徒即将动手之际，被乡、村干部及时发现，一面组织全乡民兵将这伙暴徒包围，一面派人到县里上报。

## 芦林乡暴動
当暴徒们发觉被武装民兵层层包围后，惊惶失措，无所适从。即在院里大喊大叫，赵德吉爬上墙头向其同伙喊：“不用怕！我一个人能顶雄师百万，不怕死的都过来！”并脱掉衣服，光着膀子狂妄的对民兵说：“我们今天要‘明道’了，这回佛法好使了，飞机、大炮我不怕，我不叫枪响枪就不响，我一拍手人都得躺下，小子们不信，你们就用枪打我试试看！”这时，民兵就向空鸣枪警告，并教育规劝他们赶快出来投降。但暴徒们不仅不听，反认为他们真是“刀枪不入”，子弹打不着他们。于是，在道首赵德吉和骨干分子李太林、李明文、聂世先等人的带领下，持刀、掷石地向民兵冲了过来。当即被民兵击退，赵德吉被击伤。后又一连冲出两次，都被民兵击退。最后，骨干分子赵明文也被击伤，但仍不肯缴械投降。赵德吉又迷惑其同伙说：“‘明道’的早一点，佛法不灵了，这是因为我私自下了命令，等半夜子时，老佛爷的真法子就来了。”说着，便把自己伤口上的血抹在手上，蘸着酒向暴徒们说：“现在老佛爷让我点卯（点兵），不怕死的过来听我点！”李太林、聂世先等3人即应声而起说：“我不怕死，点吧！”赵德吉即将酒、血往每人额头上一涂说：“你们带头冲出去，不用怕，杀他一个也够本。”于是，李太林、聂世先等即扛着铡刀冲了出来。这时临沂地区和莒南县公安武装部队已经赶赴现场，当即开枪将这些暴徒打回去。接着，即向他们展开了政治攻势，向他们喊话，讲明政策，大部分胁从分子动摇了，但未得道首允许，不敢出来投降。赵德吉看到这种情况，又拿‘上吊归天’的骗术来笼络道徒。在他们上吊时，“娘娘”刘陈氏又激励他们说：“你们又是‘皇帝’，又是‘大官’的，连这么点磨练都扛不了，还能成事吗？快下来哀告哀告老佛爷，不会没法子。”上吊的听了这话又都下来了。这时，天越来越亮，外面喊话又急，暴徒们便一齐下跪向赵德吉哀告说：“快想点办法吧！要不，外面又要打枪啦！”赵德吉自知“本事”用完，不得不狡辩地说：“不行了，现在一点法子也没有了，我们受绑吧！到狱里只要能挨过3天，老佛爷就会来搭救我们的。……”
于是在政治攻势下，这伙暴徒很快土崩瓦解，纷纷缴械投降，被公安干警和民兵全部捕获，暴乱被迅速平息。

## 案件处理
案经审理，报山东省人民法院临沂分院，转报山东省高级人民法院，经时任山东省人民政府主席康生批准，判处首要分子赵德吉、聂世先、李太林死刑，立即执行。首犯赵德吉、聂世先于5月23日被执行枪决。